# بادسنج

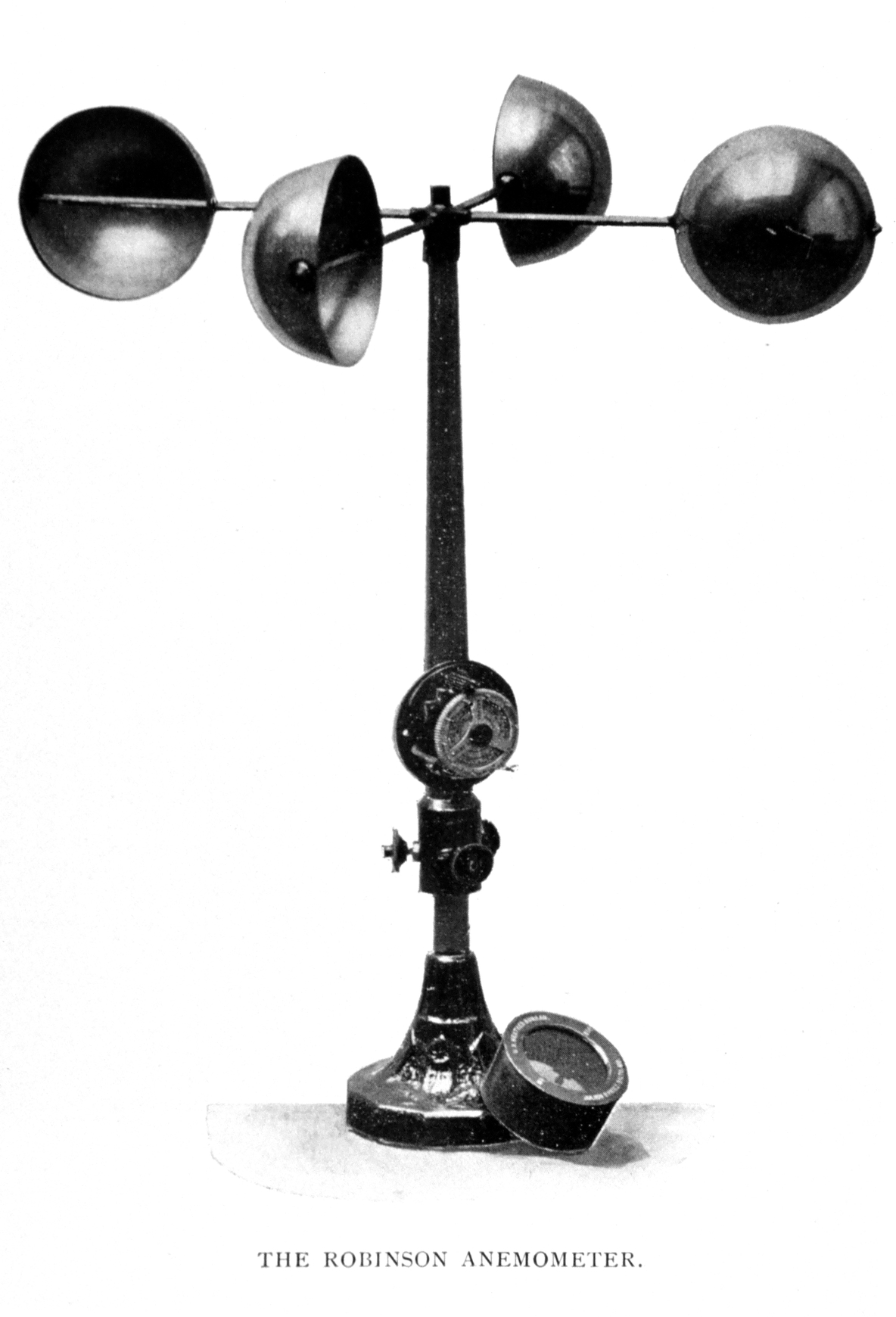
بادسنج نیم‌کروی از نوعی که جان توماس رامنی رابینسون اختراع نموده‌است.

بادسنج (به انگلیسی: anemometer) دستگاهی برای سنجش سرعت باد است. به‌طور کلی بادسنج‌ها به دو دسته تقسیم می‌شوند: گروهی سرعت باد را اندازه می‌گیرند و گروه دیگر فشار باد را. اما از آنجا که سرعت و فشار باد با هم رابطه دارند، با سنجش هر یک از این دو کمیت می‌توان دیگری را محاسبه نمود.